# 사우디 아람코
사우디 아람코(영어: Saudi Aramco, 공식명칭 Saudi Arabian Oil Company, 아랍어: أرامكو السعودية ʾArāmkō s-Suʿūdiyyah), 공식 명칭 사우디아라비아 석유회사, 줄여서 아람코 (Aramco, 옛 아라비아-아메리카 석유회사 - Arabian-American Oil Company의 줄임말)는 사우디아라비아의 국영 석유·천연가스 회사이다. 사우디 다란에 본사를 두고 있다. 사우디 아람코의 기업 가치는 1조 2,500억 달러 (약 1,388조 원)에서 10조 달러 (약 1경 1,000조 원)에 달하는 것으로 추정된다.

사우디 아람코는 확보한 원유 매장량이 세계 최대 규모이며 (2,600억 배럴 이상, 4.1×1010 m3 이상), 동시에 일일 원유 생산량도 세계 최대다. 또 세계에서 가장 큰 단일 탄화수소 공급망인 마스터 가스 시스템을 운영하고 있다. 2013년 원유 총 생산량은 34억 배럴 (540,000,000m3)이며 사우디아라비아의 유전과 천연가스전을 100여곳 넘게 운영하고 있으며 그중 천연가스 매장량은 288조 4,000억 scf에 달한다. 사우디 아람코는 세계 최대의 육상 유전 플랜트인 가와 유전과 세계 최대의 해상 유전 플랜트인 사파니야 유전을 동시에 운영하고 있기도 하다.
대한민국의 정유회사 S-OIL의 모기업이다. 2019년 9월 예멘반군의 공격으로 추정되는 폭발사고가 발생하였다.
現在、サウジアラムコ は以下の国に拠点を置いています: 湾岸協力会議.::

## 같이 보기
- 아브카이크
- 얀부